# Blauwe beril

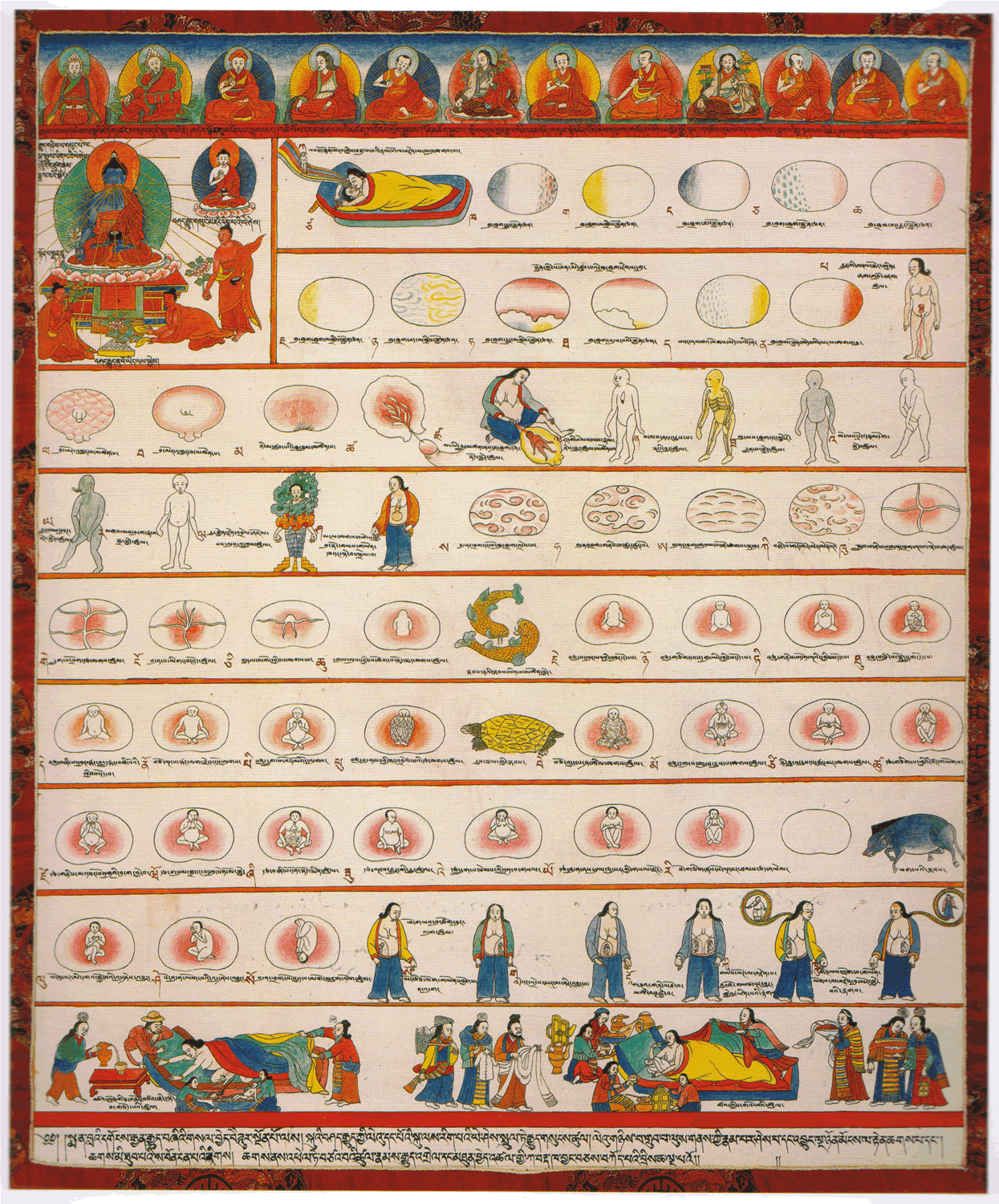
Illustratie op een thangka uit de Blauwe beril over de embryonale ontwikkeling tijdens de zwangerschap

De Blauwe beril is een verhandeling van Sanggye Gyatso (1653-1705) en is een standaardwerk over de Tibetaanse geneeskunde. De Blauwe beril is eigenlijk een uitgebreid commentaar op de Ghvü Shi (de Vier medische tantra's). Het laatste werk dateert voor het grootste deel uit de twaalfde eeuw en wordt toegeschreven aan  Yutog Sarma Yönten Gönpo.  De Ghyü Shi is een standaard en klassiek leerboek waarin alle beschikbare kennis van dat moment van de Tibetaanse geneeskunde werd samengevat. Sanggye Gyatso was de regent van de 5e dalai lama en ontwikkelde een systeem waarin achttien pestachtige ziekten werden beschreven en deze werden toegevoegd aan de 1616 ziekten beschreven in de Ghyü Shi. Ook schreef Sanggye Gyatso een extra commentaar en liet door de schilder Tenzin Norbu 79 thangka's maken als illustraties bij de teksten.
De thangka's waren niet bedoeld als illustraties in de huidige betekenis van dat woord. Zij waren meer bedoeld als een vorm van geheugensteun voor de arts. Op de hier afgebeelde thangka hebben de vissen, de schildpad en het varken de functie van een geheugensteun welke embryonale ontwikkeling, bijvoorbeeld van de ledematen, zich na die tekening gaat voordoen.

## Bouw medisch college
In navolging van deze Blauwe beril werd een medisch college op de IJzerberg (Chogpori) gebouwd welk was ontwikkeld voor kloosterleerlingen die na hun lessen in esoterie, tantrisme en geneeskunsten in het klooster achterbleven en van dienst bleven voor de bevolking en andere monnikleerlingen en lama's. In 1916 liet de lijfarts van de dertiende dalai lama Thubten Gyatso een tweede college bouwen, het Men Tsee Khang. Dit college was ontworpen voor leken die na hun training en opleiding teruggingen naar de landelijke gebieden om daar als dokters of opleiders te werken.